# 제1회 들꽃영화상
제1회 들꽃영화상은 2014년 3월 27일에 열린 시상식이다.

## 수상 및 후보

### 최우수작품상
- 지슬 - 끝나지 않은 세월2 - 오멸 수상
- 가시꽃 - 이돈구
- 러시안 소설 - 신연식
- 명왕성 - 신수원
- 잉투기 - 엄태화
- 잠 못 드는 밤 - 장건재

### 최우수 다큐멘터리상
- 풍경 - 장률 수상
- 길 위에서 - 이창재
- 노라노 - 김성희
- 비념 - 임흥순
- 잉여들의 히치하이킹 - 이호재
- 춤추는 숲 - 강석필

### 다큐멘터리 심사위원상
- 말하는 건축 시티:홀 - 정재은 수상

### 극영화 감독상
- 사이비 - 연상호 수상

### 극영화 신인감독상
- 가시꽃 - 이돈구 수상
- 코알라 - 김주환
- 잉투기 - 엄태화
- 힘내세요, 병헌씨 - 이병헌
- 비념 - 임흥순

### 남우주연상
- 가시꽃 - 남연우 수상
- 러시안 소설 - 강신효
- 잠 못 드는 밤 - 김수현
- 잉투기 - 엄태구
- 명왕성 - 이다윗

### 여우주연상
- 누구의 딸도 아닌 해원 - 정은채 수상
- 잠 못 드는 밤 - 김주령
- 마이 라띠마 - 박지수
- 가시꽃 - 양조아
- 그녀가 부른다 - 윤진서
- 우리 선희 - 정유미

### 촬영상
- 지슬 - 끝나지 않은 세월2 - 양정훈 수상
- 명왕성 - 윤지운
- 러시안 소설 - 최용진

### 신인배우상
- 배우는 배우다 - 이준 수상